# Ga (taal)
Ga is een Kwa-taal, die door zo'n 600.000 mensen als moedertaal wordt gesproken, door het gelijknamige volk de Ga. Ga is de belangrijkste taal in Greater Accra Region, waar de Ga en Dangme (ookwel GaDangme) volk woonachtig zijn. Zij zijn woonachtig in en rond de Ghanese stad Accra. Ga is een van de gesproken en geschreven talen in Ghana. Ga is sterk verwant met het Ga Dangme, waarmee het de Ga-Dangmetalen vormt. Deze twee groepen staan dan ook bekend als GaDangme. De Dangmes leven rond Accra en de Ga leven in Accra. Ze zijn verwant aan elkaar en noemen elkaar dan ook broer en zus.
Christian Jacobsen Protten, de zoon van een Deense soldaat en een Afrikaanse vrouw, bedacht in 1764 een manier van schrijven van Ga met het Latijnse alfabet. Het Ga alfabet is een aantal malen herzien. Laatst recente wijziging was in 1990.

## Alfabet
Kleine letters:
a b d e ɛ f g h i j k l m n ŋ o ɔ p r s t u v w y z
Hoofdletters :
A B D E Ɛ F H I J K L M N Ŋ O Ɔ P R S T U V W Y Z

## Woorden
Miiŋa bo, awula = Ik groet je dame

Agoo!? = Hallo , is daar iemand

Ba mli= Kom binnen

Bo namɔ? = Wie is dat?
Ganyo Bi= Zoon van een Ga

Weku-yitso= familiehoofd

Weku= familie

Sika = Geld

Ba = Kom

Engbe oyoo? = Waar ben je?

Engbe oyaa? = Waar ga je naartoe?

Mɛni ji ogbɛi? = wat is jou naam?

Miiba= Ik kom

Kadashi= Geen dank

Mi Wɔ = Ik slaap

MiYaa = Ik ga

Ga Mantse= Ga Koning

Te Tenn= Hoe is het?

Wohiemi= Ik(wij) maak(en) het goed

Feemowiemo= werkwoord

Mi= Ik

Bo= Jij

Lɛ= Hij

Wo=  Wij

Nyɛ= Jullie

Ame = Zij